# Ecòbids
Els ecòbids (Oecobiidae) són una família d'aranyes araneomorfes. Són de mida petita, d'uns 2 mm, i algunes espècies fan petites teranyines habituals en moltes cases. Els dos primers parells de potes tenen una disposició cap enrere. Mentre el gènere Oecobius és cribel·lada, Uroctea no ho és.

## Sistemàtica
Segons el World Spider Catalog amb data del desembre de 2018 la família té 6 gèneres i 117 espècies. Amb relació a altres famílies d'aranyes, els ecòbids han patit menys canvis i el 2006 ja tenien aquests 6 gèneres reconeguts i el que s'ha incrementat és els nombre d'espècies: el 2006 n'eren 102 espècies i el 2018 ja en són 117. La majoria d'elles formen part dels gèneres Oecobius amb 90 i Uroctea amb 18 espècies. La seva distribució és molt extensa i Oecobium navus es pot trobar a tot el món, excepte a la franja més septentrional.
- Oecobius Lucas, 1846 (arreu del món)
- Paroecobius Lamoral, 1981 (Àfrica)
- Platoecobius Chamberlin & Ivie, 1935 (EUA)
- Uroctea Dufour, 1820 (Mediterrani, Àfrica, Àsia)
- Urocteana Roewer, 1961 (Senegal)
- Uroecobius Kullmann & Zimmermann, 1976 (Sud-àfrica)

### Superfamília Eresoidea
Els ecòbids havien part de la superfamília dels eresoïdeus (Eresoidea), juntament amb els hersílids i erèsids.
Les aranyes, tradicionalment, havien estat classificades en famílies que van ser agrupades en superfamílies. Quan es van aplicar anàlisis més rigorosos, com la cladística, es va fer evident que la major part de les principals agrupacions utilitzades durant el segle XX no eren compatibles amb les noves dades. Actualment, els llistats d'aranyes, com ara el World Spider Catalog, ja ignoren la classificació de superfamílies.